# Церковь Святой Екатерины (Загреб)
Церковь святой Екатерины в Загребе (хорв. Crkva sv. Katarine u Zagrebu) — католический храм, соборная церковь Загребской архиепархии в столице Хорватии городе Загребе; ценный историко-архитектурный памятник эпохи барокко, одна из самых красивых загребских церквей. Храм освящен в честь святой Екатерины.
Храм расположен в центре города — в Верхнем городе (Горнем граде) на площади св. Екатерины (Katarinin trg).

## История и описание
На месте современной Загребской церкви святой Екатерины сначала стояла небольшая доминиканская церковь ещё с XIV века, которая затем во времена турецкого вторжения использовалась как военный склад.

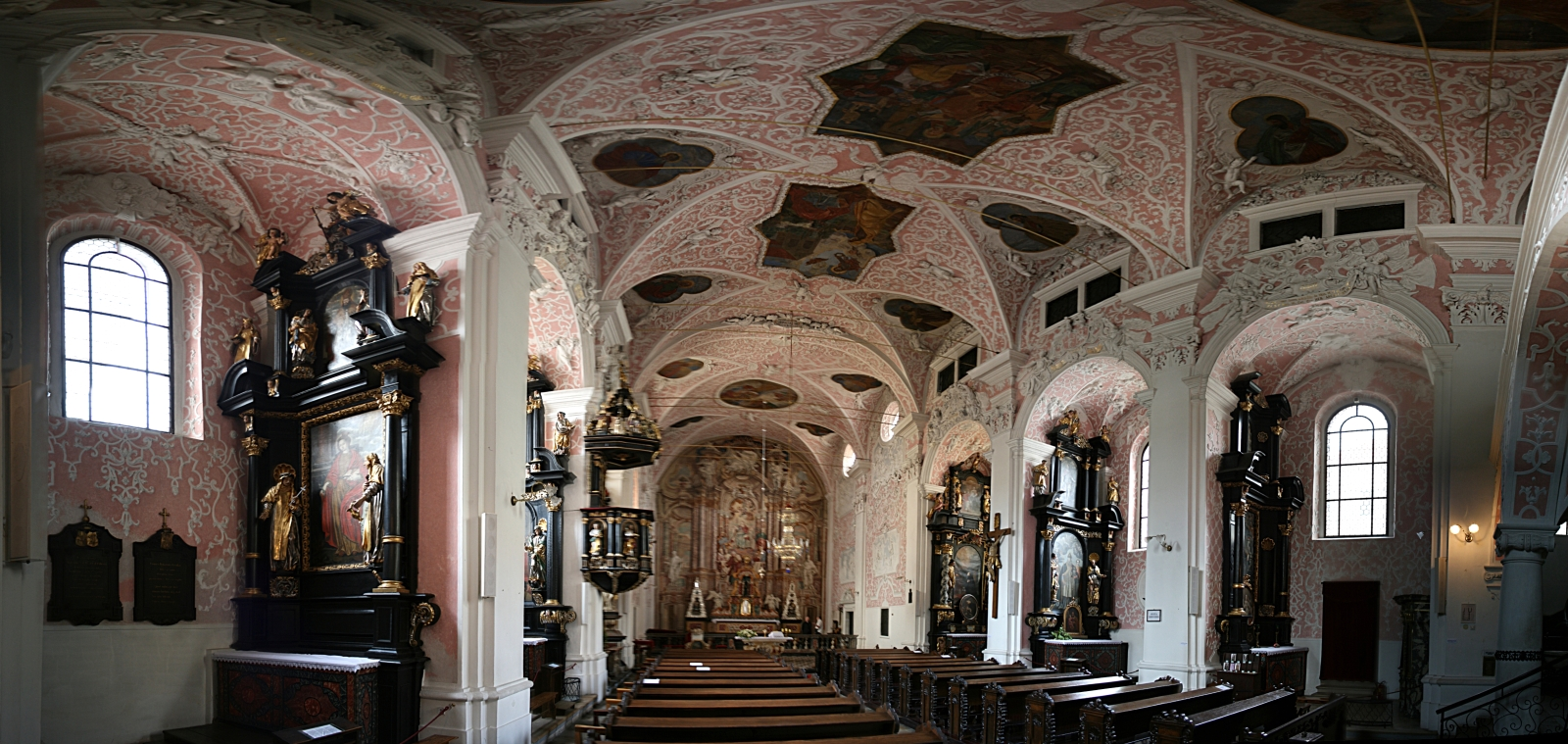
Интерьеры церкви св. Екатерины в Загребе

С приходом иезуитов в Загреб (1-я половина XVII века) храм был передан под их управление. Поскольку старая церковь не подходила по размерам и была довольно сильно повреждена, иезуиты в 1620-32 годах осуществили строительство и отделку нового храма. Рядом с церковью возвели также монастырь (сейчас Галерея Кловичевы Дворы). Церковь святой Екатерины дважды горела в пожарах — в 1645 и 1674 годах, в последний раз была уничтожена дотла. Восстановлению церкви помогли хорватские вельможи, которые в свою очередь, по обычаю, получили право разместить на стенах церкви фамильные гербы, а также привилегию быть похороненным в церкви с поставленным надгробием.
После запрета иезуитов (1773) загребская церковь св. Екатерины была передана приходу святого Марка в 1783 году, а от 1874 года стала соборной церковью.
В XIX-XX веках загребская церковь святой Екатерины неоднократно реконструировалась и реставрировалась.
Церковь святой Екатерины в Загребе считается одной из самых красивых в городе. Это однонефное культовое сооружение с шестью боковыми часовнями и апсидой. В капеллах размещены пять деревянных алтарей в стиле барокко (XVII век) и один мраморный, датированный 1729-м годом.
Интерьеры храма содержат ряд очень значимых образцов барочного искусства. Среди них алтарные картины Бернардо Бобича, произведения Антонио Квадрио (Antonio Quadrio), датируемые 1720-ми годами. Своды нефа со сценами, изображающими жизнь святой Екатерины, принадлежат авторству Джулио Квальи (Giulio Quaglia). Также примечателен храмовый алтарь святого Игнатия работы Франческо Робба (Francesco Robba). Позади главного алтаря — фреска, датируемая 1762-м годом, «Святая Екатерина среди александрийских философов и писателей», которую писал Кристоф Андрей Еловшек (Kristof Andrej Jelovšek).